# Giai điệu và nhịp điệu trên sân khấu thế giới
Giai điệu và nhịp điệu trên sân khấu thế giới (tiếng Nga: Мелодии и ритмы зарубежной эстрады, ban đầu được gọi là Концерт артистов зарубежной эстрады/Chương trình ca nhạc của các nghệ sĩ nước ngoài) là một chương trình ca nhạc thường thức của Đài phát thanh - truyền hình Liên Xô, phát sóng trong những năm 1976 - 1984.
Chương trình phát sóng khoảng 5-7 lần một năm, nhưng cũng không có tính chu kỳ, thường là vào buổi tối muộn và kéo dài khoảng 1 tiếng. Thông thường, bao gồm một vài trích đoạn từ các chương trình ca nhạc và truyền hình khác nhau. Do bị chi phối bởi quan niệm ý thức hệ của Nhà nước Liên Xô, chương trình được chia thành phần trình diễn của các nghệ sĩ đến từ khối Xã hội chủ nghĩa (Intervision) và đến từ khối tư bản chủ nghĩa (ESC).